# Honey/ただいま
「Honey／ただいま」（ハニー／ただいま）は、1997年7月2日に発売された大貫亜美のシングル。

## 概要
PUFFYのメンバーである大貫亜美のソロ・デビュー作品である。
「Honey」は1950年代風ルンバのリズムに乗せて歌った楽曲で、ソニーのパスポートサイズハンディカムのCMソングとして起用された。「ただいま」はテレビ東京系アニメ『はれときどきぶた』の前期エンディングテーマとして起用され、同アニメ最終回でも使用された。

## 収録曲
| #  | タイトル                           | 作詞     | 作曲         | 編曲         | 時間 |
| -- | ---------------------------------- | -------- | ------------ | ------------ | ---- |
| 1. | 「Honey」                          | 大貫亜美 | Andy STURMER | Andy STURMER | 2:47 |
| 2. | 「ただいま」                       | 阿部義晴 | Paul BEVOIR  | 阿部義晴     | 3:16 |
| 3. | 「Honey(オリジナル・カラオケ)」    |          |              |              | 2:47 |
| 4. | 「ただいま(オリジナル・カラオケ)」 |          |              |              | 3:16 |

## タイアップ
Honey
- ソニー「パスポートサイズハンディカム」CMソング

ただいま
- テレビアニメ『はれときどきぶた』前期エンディングテーマ